# Fondazione Bevilacqua La Masa
La Istituzione Fondazione Bevilacqua La Masa (già Fondazione Bevilacqua La Masa e già Opera Bevilacqua La Masa) è un ente che promuove l'arte contemporanea a Venezia.

## Storia
La Fondazione Bevilacqua La Masa, oggi Istituzione, nasce nel 1898 grazie alla duchessa Felicita Bevilacqua, vedova del generale Giuseppe La Masa, che lascia al Comune di Venezia lo storico palazzo Ca’ Pesaro, con la disposizione di dedicare ai giovani artisti gli spazi dell’edificio per laboratori di sperimentazione ed esposizioni.
L’ultimo piano per studi di giovani pittori studenti poveri, concessi gratuitamente o con tenuissime pigioni; il secondo piano nobile da appigionarsi onde ritrarre i mezzi per sopperire alle spese di manutenzione; il primo piano nobile e gli ammezzati dovranno servire in tutto od in parte, ad esposizione permanente d’arti ed industrie veneziane a profitto specie di giovani artisti, ai quali è spesso interdetto l’ingresso nelle grandi mostre, per cui sconosciuti e sfiduciati non hanno mezzi da farsi avanti, e sono sovente costretti a cedere i loro lavori a rivenduglioli ed incettatori che sono i loro vampiri (vulgo Compagnia delle Indie).
A partire dal 18 maggio 1902, il Comune di Venezia collocò al primo piano di Ca' Pesaro la Galleria internazionale d'arte moderna, già esistente ma senza sede propria, e concesse gli studi del terzo piano a giovani artisti.
Determinante all'avvio dell'attività fu la nomina di Nino Barbantini quale segretario della Bevilacqua ed insieme direttore della Galleria internazionale d'arte moderna.
Nel 1925 l'Esposizione permanente d'arti ed industrie veneziane fu trasferita al Lido di Venezia.
Nel 1936 il Comune di Venezia assegnò i locali del piano terreno del palazzo reale in Piazza San Marco ed, in seguito, altri spazi al piano terreno di palazzo Giustinian in Piazza San Marco come sede stabile delle mostre.
Negli anni ottanta assume la denominazione "Fondazione Bevilacqua La Masa".

## Attività
La Fondazione Bevilacqua La Masa promuove e sostiene l’attività dei giovani artisti da più di un secolo. Si tratta di una Istituzione pubblica del Comune di Venezia. Pensata e voluta per dare spazio alle ricerche artistiche giovanili, la Bevilacqua La Masa continua la sua missione dopo oltre un secolo di vita, integrando il suo ruolo di sede espositiva con il sostegno agli artisti esordienti, implementando la collezione con acquisti annuali. L'avveniristico interesse della Fondazione per la fotografia, il design e la grafica e arti applicate ne ha definito le linee programmatiche che mirano al raggiungimento di più obiettivi:
Organizzazione di mostre di artisti viventi di fama internazionale, quali Thomas Ruff, Richard Hamilton, Kimsooja, Philip Lorca di Corcia, Hiroshi Sugimoto, Axel Hütte, Peter Doig, Sebastião Salgado, Lucy McKenzie, Enzo Fiore, Stephen Turner, Omar Galliani. Queste attività sono volte ad offrire al territorio locale un’importante occasione di informazione sui grandi autori contemporanei, in collaborazione con importanti gallerie italiane e con grandi centri espositivi internazionali, tra cui il Centre Pompidou di Parigi, la Whitechapel e il Camden Art Centre di Londra, il Beuymans Museum di Rotterdam.
Attività dedicate agli artisti del triveneto e ai giovani artisti, che fanno della BLM un’Istituzione tradizionalmente aperta ai giovani e ora in linea con lo sviluppo universitario e formativo che la città sta avendo in questi anni. Oltre alle mostre personali che ogni anno presentano al pubblico il lavoro di artisti locali, anche afferenti a forme d'arte meno rappresentate come l'illustrazione o la lavorazione del vetro, secondo le volontà della fondatrice, alcune attività in particolare sono volte a stimolare la creatività artistica locale: la Mostra Collettiva Annuale, giunta alla sua 103ª edizione, con redazione di un catalogo, distribuzione di borse di studio con acquisto di opere dai giovani più meritevoli e mostra annuale dei Borsisti.
L'organizzazione di convegni e conferenze; la realizzazione di pubblicazioni e altri strumenti di informazione e divulgazione volto a promuovere il lavoro di giovani artisti di varia provenienza che hanno operato recentemente nell'area veneta; i cataloghi editi in occasione delle mostre; la costituzione di una biblioteca sull'arte odierna, dal 2014 parte del Servizio Bibliotecario Nazionale, che si affianca all'archivio storico della BLM aperto alla consultazione di studiosi e laureandi; l'organizzazione di seminari, workshop e incontri che coinvolgono artisti, critici e teorici di fama internazionale.
Il programma studi d'artista, la cui origine risale alla nascita della stessa Istituzione, e tra i più antichi d'Europa: ad oggi, la Bevilacqua La Masa e l'unica istituzione pubblica italiana ad assegnare,per un anno formativo, 15 atelier ad altrettanti artisti, attivi nei diversi ambiti delle arti visive (pittura, performance, videoarte, arte relazionale, installazioni, fotografia ecc). Gli atelier si trovano oggi nelle prestigiose sedi di Palazzo Carminati a San Stae e nel complesso dei Santi Cosma e Damiano nell'Isola della Giudecca: questi spazi diventano luoghi di sperimentazione creativa, di contaminazione artistica e intellettuale, di confronto diretto con colleghi e con la critica del settore.
La riflessione sull'identità di Venezia e i movimenti artistici di cui la città è stata testimone. Questa tematica è stata affrontata in modo trasversale rispetto alle linee d'azione precedentemente individuate e anche rispetto alle discipline: tra gli interventi artistici ricordiamo quelli degli architetti Yona Friedman (2005) e Marjetica Potrč (2010), che hanno immaginato degli ipotetici sviluppi per la Venezia del futuro; quello di Wolfagang Scheppe (2009), studioso della comunicazione, sul tema dell’impatto della migrazione sul tessuto urbano; le mostre sullo Spazialismo e gli Atelier della Bevilacqua nel primo Novecento; le opere dell'illustratore Lorenzo Mattotti (2009), con i suoi sguardi inediti sulla città; le mostre dedite alla presentazione di lavori artistici realizzati con il vetro, come la recente Materia Eterea (2019) o ancora, dedicate all'acqua dei canali della Serenissima (Sostanza d’Acqua, 2018), al tema del turismo (I love tourism, 2007), fino alla presentazione della storia e delle immagini del calcio a Venezia (Immagini e storia del calcio a Venezia, 2008).
Conservazione e implementazione della collezione di opere di artisti emergenti. Fin dagli esordi delle mostre collettive, la cui prima edizione avviene nel 1908, la BLM si è occupata per il Comune di Venezia dell’acquisizione di opere destinate alla nascente collezione della Galleria internazionale d’arte moderna, l’odierna Ca' Pesaro. Negli ultimi 25 anni la Fondazione ha continuato ad acquisire opere di artisti emergenti attraverso premi-acquisto e donazioni, implementando la collezione pubblica del Comune di Venezia che porta il suo nome e occupandosi della conservazione delle stesse.